# Jigme Singye Wangchuck
Jigme Singye Wangchuck, (pronúncia romanizada Jimi Singgê 'Wangchu) foi o quarto rei do Butão (ou Druk Gyalpo que significa rei dragão).
Nasceu em 11 de Novembro de 1955 e sucedeu no trono com a idade de dezessete anos em 1972 após a morte de seu pai Jigme Dorji Wangchuck. Foi formalmente coroado em 2 de Junho de 1974 em presença de vários dignitários estrangeiros, rompendo um longo isolamento do país. Foi educado no Butão e Reino Unido e é conhecido por instaurar a Felicidade Interna Bruta, que conta o nível de bem-estar do povo de um país. Esta estatística é utilizada apenas no Butão. Abdicou em 2006 em favor de seu filho, Jigme Khesar Namgyel Wangchuck.